# 悪党 (小説)
『悪党』（あくとう）は、薬丸岳による日本の小説。『野性時代』の2007年11月号、2008年3月号・5月号・8月号・11月号、2009年3月号に掲載された。
2012年にはフジテレビ系の「金曜プレステージ」枠で、2019年にはWOWOWの「連続ドラマW」枠でドラマ化。

## 書籍情報
- 単行本 角川書店 2009年7月31日 ISBN 978-4-04-873974-0
- 文庫 角川文庫 2012年 09月28日 ISBN 978-4-04-100471-5

## あらすじ
姉をレイプ事件で殺害された過去を持つ私立探偵の佐伯修一は、依頼人からの様々な依頼をこなしながら、かつて姉を死に追いやった元少年の3人の行方を探していた。
ある日、ある老夫婦から、11年前に息子を殺し刑期を終え出所している加害者を探し、彼を赦すべきかどうか、その判断材料を探してほしいとの依頼を受ける。

## 登場人物

### ホープ探偵事務所
佐伯 修一（さえき しゅういち）
『ホープ探偵事務所』調査員。元警察官。29歳。中学生の時に、姉・ゆかりがレイプされ殺害された事件が起こり、心に深い傷を負う。
4年前、パトロール中にレイプの現行犯に遭遇し、姉の事件への怒りがこみ上げ、犯人の口に拳銃を突っ込んだことを問題視され、懲戒免職になった。職を失い自暴自棄になっていた時に、木暮にスカウトされた。
木暮 正人（こぐれ まさと）
ホープ探偵事務所所長。12年前まで埼玉県警に勤めていた。ほとんど仕事がなかったが、細谷の依頼を受けてから、犯罪被害者を対象とした、犯罪前歴者（加害者）の追跡調査を始める。
染谷（そめや）
ホープ探偵事務所事務員。「お染さん」と呼ばれる。

### その他
田所 健二（たどころ けんじ）
ゆかりを殺した少年グループの1人。事件後、警察に促されて佐伯家に謝罪に訪れた両親は、「（主犯格の少年に脅されて仕方なくやったため）うちの子も被害者」だと主張した。
現在は、武蔵境で人気ラーメン店を営んでおり、全国チェーンの飲食店の経営者の娘と婚約している。
寺田 正志（てらだ まさし）
ゆかりを殺した少年グループの1人。現在はアダルトDVDショップで働いており、過去をネタに成功者である田所を脅迫して金や女遊びをたかる。
榎木 和也（えのき かずや）
ゆかりを殺した少年グループの主犯格。懲役10年の判決が下った。末期の肝細胞癌を患っている。
はるか
「レディージョーカー」のキャバクラ嬢。本名は伊藤冬美。田所を尾行して来店した修一と親密な仲になる。
柏木 俊之（かしわぎ としゆき）
埼玉県警の刑事。修一とは警察学校の同期。

### 各話登場人物
第一章 悪党
細谷 博文（ほそや ひろふみ）
11年前に息子・健太を殺した坂上が赦すに値する人物かどうかを調査してほしいと、依頼する。
坂上 洋一（さかがみ よういち）
高校2年生の時に学校を中退し、恐喝や窃盗を繰り返していた。中学校の同級生だった細谷健太に暴行を加え、所持していたバイトの給料を奪い逃亡。後に傷害致死容疑で逮捕され少年院に送致された。
現在は、振り込め詐欺のグループのリーダー格をしている。
遠藤 りさ（えんどう りさ）
坂上の恋人。介護ヘルパー。実家の母の医療費を坂上に援助してもらっているが、彼がどんな仕事をしているかは知らない。
第二章 復讐
早見 剛（はやみ つよし）
19歳。3歳の時に母親にネグレクトされ、1歳だった弟を亡くしている。弟を殺した美代子を探してほしいと依頼する。事件後は養護施設で育ち、美代子と同じ姓を名乗りたくないからと養子に入り名を変えた。
前畑 美代子（まえはた みよこ）
剛の生母。当時21歳。シングルマザーだったが、男性との交際に子供が邪魔になり、また子供の世話が疎ましくなり、部屋に鍵をかけて2カ月間放置した。次男が死亡し、保護責任者遺棄致死の容疑で逮捕された。
第三章 形見
松原 弥生（まつばら やよい）
余命幾ばくもない母親の願いを叶えるため、かつて殺人事件を起こし、現在は服役を終え出所している弟の消息を探してほしいと依頼する。弟が自分と同年代の女性を暴行したことに恐怖と嫌悪しか感じず、仮釈放時の身元引受人を拒んだ。
松原 文彦（まつばら ふみひこ）
弥生の弟。18歳の時に婦女暴行殺人犯として逮捕され、服役。家族が仮釈放時に身元引受人になることを拒んだことに憎しみを感じている。母親の形見を渡すと言われ、佐伯と共に弥生の元を訪れる。
第四章 盲目
町村 幸雄（まちむら ゆきお）
勤務先の金を横領した妹が金を貢いでいたと思われる男の正体を突き止めてほしいと依頼する。
町村 優子（まちむら ゆうこ）
幸雄の妹。勤めていた信用金庫から4500万円を横領し、逮捕され服役した。取り調べで沢村のことは一切話さなかった。
沢村 祐二（さわむら ゆうじ）
優子が交際していた男。彼女に名乗っていた名前は偽名で、職業もでたらめだった。
第五章 慟哭
鈴本 茂樹（すずもと しげき）
55歳。弁護士。刑事事件の加害者の弁護人を数多く務めてきたが、自身が被害者遺族となって信念が揺らぎ始め、かつて自分が弁護した少年が更生しているかどうかの調査を依頼する。
久保田 篤史（くぼた あつし）
12年前に強姦事件で逮捕された。20歳で初犯ということを強調した鈴本の弁護によって懲役2年の判決が下った。

## テレビドラマ

### 2012年版
2012年11月30日に金曜プレステージ特別企画として放送。滝沢秀明と渡哲也は、2008年11月に放送されたテレビ朝日系ドラマ『告知せず』以来約4年ぶりの共演となり、2012年11月23日に行われたこのドラマの完成披露会見にも揃って出席した。視聴率13.1%。

#### キャスト（2012年版）
- 佐伯 修一 (29) - 滝沢秀明（14歳時：倉本郁（ジャニーズJr.））
- はるか / 伊藤 冬美 (22) - 北乃きい
- 坂上 洋一 (29) - 要潤
- 早見 剛 (19) - 菅田将暉
- 細谷 幸恵 - 朝加真由美
- 榎木 和也 - 丸山智己
- 田所 健二 - 遠藤要
- 岡田 充弘 - 小林正寛
- 寺田 正志 - 金児憲史
- 佐伯 ゆかり - 藤井武美
- 前畑 紀子 (37) - 有森也実
- 山崎 恵子 - 市毛良枝
- 佐伯 順一郎 (58) - 大杉漣
- 細谷 博文 (59) - 中原丈雄
- 染谷 伸子 (48) - 戸田恵子
- 鈴本 茂樹 (55) - 奥田瑛二
- 木暮 正人 (57) - 渡哲也
- レイプ犯-斉藤一平

佐藤仙學、吉田智則、飯沼千恵子、大橋一三、谷本一、田実陽子、法福法彦、草野速仁、加藤満、嶋崎伸夫、小西成弥、池崎美盤、清水一希、檜尾健太、森聖矢 ほか

#### スタッフ（2012年版）
- 原作：薬丸岳「悪党」（角川文庫）
- 脚本：戸田山雅司
- 演出：西浦正記（FCC）
- 技術協力：ビデオスタッフ
- 美術協力：フジアール
- 照明協力：ザ・ホライズン
- 音響効果：スポット
- ポスプロ：バスク
- スタジオ：砧スタジオ
- 警察監修：吉川祐二
- 技斗：高瀬将嗣
- 編成企画：太田大
- プロデューサー：黒沢淳・村上研一郎（テレパック）
- 制作：フジテレビ
- 制作著作：テレパック

| フジテレビ系 金曜プレステージ             | フジテレビ系 金曜プレステージ | フジテレビ系 金曜プレステージ                                           |
| 前番組                                    | 番組名                        | 次番組                                                                  |
| ----------------------------------------- | ----------------------------- | ----------------------------------------------------------------------- |
| 積木くずし 最終章（第1夜） （2012.11.23） | 悪党 （2012.11.30）           | 緊急追悼特別番組 さようなら勘三郎さん 独占密着…最期の日々 （2012.12.7） |

### 2019年版
2019年5月12日から6月16日までWOWOWの「連続ドラマW 日曜オリジナルドラマ」枠にて『悪党〜加害者追跡調査〜』のタイトルで放送。東出昌大は連続ドラマ初主演。

#### キャスト（2019年版）
- 佐伯修一 - 東出昌大
- 木暮正人 - 松重豊
- はるか - 新川優愛
- 坂上洋一 - 青柳翔（劇団EXILE）[4]
- 遠藤りさ - 蓮佛美沙子[4]
- 前畑紀子 - 山口紗弥加[4]
- 早見剛 - 寛一郎（第2話）
- 松原弥生 - 篠原ゆき子
- 松原文彦 - 中島歩（第3話）
- 細谷博文 - 渡辺いっけい
- 田所健二 - 三浦誠己
- 寺田正志 - 山中崇
- 榎木和也 - 波岡一喜
- 榎木和也 母 - 烏丸せつこ
- 柏木俊之 - 森岡龍
- 斉藤刑事 - 嶋田久作
- 鈴本茂樹 - 柄本明（第4話）
- 染谷久美子 - 板谷由夏
- 佐伯敏夫 - 益岡徹
- 佐伯修一（少年期）- 細田佳央太
- 佐伯ゆかり - 池田朱那
- 松山俊介 - 小林且弥

#### スタッフ（2019年版）
- 監督 - 瀬々敬久
- 脚本 - 鈴木謙一
- 音楽 - 大間々昂
- プロデューサー - 武田吉孝、下田淳行、星野秀樹
- 制作協力 - ツインズジャパン
- 製作著作 - WOWOW
- ポストプロダクション-ヒューマックスシネマ

| WOWOW 連続ドラマW 日曜オリジナルドラマ | WOWOW 連続ドラマW 日曜オリジナルドラマ | WOWOW 連続ドラマW 日曜オリジナルドラマ |
| 前番組                                 | 番組名                                 | 次番組                                 |
| -------------------------------------- | -------------------------------------- | -------------------------------------- |
| 絶叫 （2019年3月24日 - 4月14日）       | 悪党 （2019年5月12日 - 6月16日）       | 神の手 （2019年6月23日 - 7月21日）     |